# Сегимер (баща на Арминий)
Сегимер (Segimer; Sigimer; лат.: Segimerus; Sigimerus) е княз на племето херуски.
Сегимер е баща на Арминий и Флав („русият“) и дядо на Италик и Тумелик. Той е брат на княз Ингвиомер
В началото Сегимер е съюзник на Рим, синовете му постъпват на римска военна служба. Сегимер и Арминий започват въстание против Рим и побеждават римляните през 9 г. в Битката в Тевтобургската гора.

Флав остава верен на Рим и офицер в тяхната войска.